# Tatiana Kotova
Tatiana Vladimirovna Kotova (ryska: Татьяна Владимировна Котова), född 11 december 1976 i Kokand i Uzbekiska SSR (nu Uzbekistan), är en rysk friidrottare som tävlar i längdhopp. 

## Karriär
Kotova har tillhört världseliten i längdhopp under hela 2000-talet. Hennes genombrott kom när hon blev världsmästare inomhus 1999 efter att ha hoppat 6,86. Samma år deltog hon vid VM utomhus men tog sig inte vidare till finalomgången. Hon deltog vid Olympiska sommarspelen 2000 men hennes 6,83 räckte till en fjärde plats. Under år 2000 lyckades hon däremot, som första längdhoppare, vinna jackpoten i  IAAF Golden League. 
Vid VM inomhus 2001 blev hon silvermedaljör efter att ha klarat 6,98 efter amerikanskan Dawn Burrell. Utomhus samma år blev hon silvermedaljör vid VM i Edmonton efter att ha klarat 7,01 i för stark medvind. Hon var bara en centimeter från Fiona May som blev segrare. Seger blev det däremot vid EM 2002 i München där hon vann på ett hopp som mätte 6,85. Senare samma år noterade hon sitt personliga rekord på 7,42 en längd som placerar henne femma genom tiderna och bara 10 centimeter från världsrekordet. 
Under 2003 blev hon åter världsmästare inomhus och vid VM utomhus i Paris blev hon åter silvermedaljör denna gång efter hemmahopparen Eunice Barber. Under 2004 blev hon åter silvermedaljör denna gång vid inomhus VM i Budapest där hon fick se sig slagen av landsmannen Tatiana Lebedeva. Vid Olympiska sommarspelen i Aten samma år blev det en bronsmedalj efter Lebedeva och landsmannen Irina Simagina. 
Vid VM 2005 slutade hon återigen på en silverplats, denna gång var det amerikanskan Tianna Madison som vann. Däremot inledde hon 2006 med att vinna sitt tredje guld vid inomhus VM efter segern i Moskva. 
Kotova deltog även vid VM i Osaka 2007 där hennes 6,90 räckte till en tredje plats efter landsmännen Lebedeva och Ljudmila Koltjanova. Hon deltog även vid Olympiska sommarspelen 2008 men blev överraskande utslagen redan i kvalet. 

### Dopning
Kotova lyckades båda vinna och förlora medaljer på grund av dopning. Vid OS 2000 slutade hon ursprungligen på fjärde plats men tilldelades en bronsmedalj nio år senare efter att Marion Jones erkänt sig vara dopad.
2013 fanns Kotova skyldig till dopning efter att prover från VM 2005 testats på nytt. Hon fråntogs sedermera sin silvermedalj vid VM 2005, guldmedalj vid IAAF World Athletics Final 2005 samt guldmedalj vid inomhus-VM 2006